# Капелло романо
Капелло романо (итал. cappello romano — буквально «римская шляпа») или сатурно (итал. saturno; потому что шляпа своим видом напоминает планету Сатурн) — круглая шляпа с широкими полями и полусферической тульёй, носимая католическим духовенством.

#### Общие сведения
В отличие от многих других атрибутов церковного гардероба, эта шляпа не имеет церемониального назначения и является, прежде всего, утилитарным головным убором, носимым в частной жизни (в отличие от галеро — церемониальной широкополой шляпы). Ношение cappello romano с повседневной клерикальной одеждой не является обязательным, и она никогда не надевается во время богослужения. В настоящее время эту шляпу практически невозможно увидеть вне Рима, хотя с XVII века до 1970-х годов она была весьма популярной во многих странах с католическим большинством населения.
Капелло романо изготовляют из бобрового меха, соломы или фетра, обычно с подкладкой из шёлка. Однако существуют некоторые различия в дизайне шляпы, зависящие от ранга её носителя.

#### Виды и варианты использования
Папа римский носит капелло красного цвета с золотыми шнурами (прежде право на подобную шляпу имели также кардиналы, пока папа Павел VI не лишил их этой привилегии, и теперь шляпы кардиналов, как и всех других клириков, имеют чёрный цвет).

Кардинал может иметь капелло с красными и золотыми шнурами и алой подкладкой, епископ — с зелёными и золотыми шнурами и фиолетовой подкладкой, священники, имеющие право титуловаться монсеньорами — с фиолетовыми, реже с фиолетовыми и золотыми шнурами и черной подкладкой, обычные священники используют капелло с чёрной подкладкой и черным шнуром.

Капелло дьяконов и семинаристов никаких особых знаков различия их духовного звания не имеют.
Шнуры, украшающие капелло романо, принято именовать кордоньерой. Их использование никогда не было обязательным, однако после реформ II Ватиканского собора ношение кордоньеры стало фактически прерогативой ценителей. В настоящее время сатурно с кордоньерой (особенно священнической черной) встречается крайне редко даже в Риме.
В настоящее время сатурно с кордоньерой соответствующего цвета (равно как и галеро) остается одним из главных элементов церковной геральдики и изображается на личных гербах священнослужителей.

## Галерея
- Папский табарро с сатурно
- Кардинальский феррайоло с сатурно
- Епископский феррайоло с сатурно
- феррайоло апостольских протонотариев и почётных прелатов Его Святейшества с сатурно
- феррайоло капелланов Его Святейшества с сатурно
- Священнический феррайоло с сатурно